# Jon Polito
Jon Raymond Polito (29 de diciembre de 1950 - 1 de septiembre de 2016) fue un actor estadounidense de cine, teatro y televisión. Su carrera abarcó 35 años e incluyó más de 220 participaciones en películas y series de televisión. En la televisión se destacó por su papel como el detective Steve Crosetti en las series Homicide: Life on the Street y Crime Story. Intervino en varios filmes, incluyendo The Rocketeer, El cuervo y Gangster Squad, pero fue más conocido por su trabajo con los hermanos Coen, quienes lo incluyeron en cinco de sus películas, entre ellas Miller's Crossing, Barton Fink y El gran Lebowski.

## Vida y carrera
Polito nació en Filadelfia, Pensilvania, hijo de Delaida "Dee" —cuyo apellido de soltera era Pompei— y John Polito. Era hermano de Rosemary y Jack Polito, un animador. Después de actuar durante la secundaria, asistió a la Universidad Villanova para estudiar actuación.
En 1982, participó junto a Faye Dunaway en la obra de Broadway The Curse of an Aching Heart y dos años después fue seleccionado para actuar en Muerte de un viajante del autor Arthur Miller.
Se hizo conocido por sus actuaciones en películas de los hermanos Coen, especialmente por su interpretación del gánster Johnny Caspar en Miller's Crossing (1990). Interpretó al detective Steve Crosetti en las primeras dos temporadas de la serie Homicide: Life on the Street y en la primera temporada de Crime Story. Polito obtuvo un premio OBIE en 1980 por su trabajo en los teatros off-Broadway y en 2005 recibió un premio por su trayectoria en el cine y la televisión en el Cinequest Film Festival. En 2012, ganó el premio al mejor actor en un cortometraje en el Hollywood Reel Independent Film Festival.
Polito era abiertamente homosexual. Estuvo casado con el actor Darryl Armbruster desde el 16 de octubre de 2015, dieciséis años después de conocerse. Falleció como consecuencia del cáncer el 1 de septiembre de 2016.

## Filmografía selecta
- Muerte de un viajante (telefilme, 1985)
- Crime Story (serie, 1986)
- Highlander (1986)
- Homeboy (1988)
- Miller's Crossing (1990)
- Barton Fink (1991)
- The Rocketeer (1991)
- Flodder in Amerika (1992)
- Blankman (1994)
- The Hudsucker Proxy (1994)
- El cuervo (1994)
- Un guía en apuros (1995)
- Fluke (1995)
- El muerto es un vivo (1996)
- Invasión (miniserie, 1997)
- El gran Lebowski (1998)
- Con amigos como estos... (1998)
- Angel's Dance (1999)
- Las aventuras de Rocky y Bullwinkle (2000)
- El sastre de Panamá (2001)
- The Man Who Wasn't There (2001)
- The Shrink Is In (2001)
- Push, Nevada (2002)
- The Singing Detective (2003)
- The Honeymooners (2005)
- The Marconi Bros. (2006)
- Happily N'Ever After (2006)
- Flags of Our Fathers (2006)
- American Gangster (2007)
- Cougar Club (2007)
- Bart Got a Room (2009)
- Atlas Shrugged: Part I (2011)
- Gangster Squad (2013)
- Big Eyes (2014)